# Sistema simbòlic
En els camps de l'antropologia i la sociologia, un sistema simbòlic és un sistema de significats simbòlics interconnectats.
Per a sistemes complexos de símbols, el terme és preferit a simbolisme, que denota el significat simbòlic d'un fenomen cultural individual.

## Termes relacionats
- Antropologia estructural
- Antropologia simbòlica
- Pensament simbòlic
- Simbolisme